# セルジオ&セルゲイ 宇宙からハロー!
『セルジオ&セルゲイ 宇宙からハロー!』（セルジオアンドセルゲイ うちゅうからハロー、Sergio & Serguéi またはSergio & Sergei）は2017年のキューバ・スペインのコメディ映画。
監督はエルネスト・ダラナス・セラーノ、出演はトマス・カオとエクトル・ノアスなど。
1991年に東欧の社会主義体制崩壊の余波で宇宙ステーション・ミールからの帰還延期を余儀なくされたソ連の宇宙飛行士セルゲイ・クリカレフの実話から着想を得たフィクションで、キューバのアマチュア無線愛好家とソ連の宇宙飛行士の国境を越えた交信を描いた人情喜劇。
2017年9月に開催された第42回トロント国際映画祭で初上映された他、第91回アカデミー賞外国語映画賞（現在の国際長編映画賞）のキューバ代表に選ばれたが、最終的なノミネートには至らなかった。

## ストーリー
1991年、キューバは東欧の社会主義体制崩壊の余波で深刻な経済危機にあった。プロレタリアート出身の大学教授セルジオはモスクワに留学した経験もあるエリートだったが、大学の給料だけでは、年老いた母と幼い娘マリアナの2人を養うのにも困る状態にあり、密造酒を作って生活費を補っていた。そんなある日、アマチュア無線愛好家でもあるセルジオは、無線機から流れてきたソ連の宇宙ステーション・ミールに長期滞在中の宇宙飛行士セルゲイの呼びかけに応答したことをきっかけにセルゲイと親しくなる。セルゲイがソビエト連邦の崩壊の影響でミールに取り残された状態にあることを知ったセルジオはセルゲイを救おうと、亡くなった父の代からの付き合いがある無線仲間のアメリカ人ピーターに助けを求める。米国の情報機関に関連した書籍を出版したこともあり、FBIの監視対象となっているピーターは自分を監視しているFBI捜査官ホール刑事に経緯を説明し、協力を仰ぐ。その後、米国からの働きかけでセルゲイは無事に帰還する。セルジオやピーターの働きかけが本当に功を奏したのかは定かではないが、セルゲイは無線でセルジオに感謝の言葉を伝える。
成長した娘マリアナによるナレーションにより、25年後に60歳の誕生日を迎えた父セルジオへのサプライズとして友人を招き、スペイン語、ロシア語、英語を織り交ぜて会話することになることが語られるとともに、セルジオを監視するために無線を傍受していたラミロが宇宙空間まで舞い上がっていくファンタジックな描写で物語は終了する。

## キャスト
- セルジオ: トマス・カオ - キューバの大学教授。アマチュア無線愛好家。妻を亡くしたシングルファーザー。
- セルゲイ: エクトル・ノアス（スペイン語版） - ソ連の宇宙飛行士。宇宙ステーション・ミールに長期滞在中。
- ピーター: ロン・パールマン - セルジオのアマチュア無線仲間のアメリカ人。
- リア: ユリエット・クルス - 地区の担当者。セルジオとピーターの関係を調査。
- ラミロ: マリオ・ゲッラ - セルジオの監視役。無線通信を傍受してリアに報告。
- カリダ: アナ・グロリア・ブデュン - セルジオの母。64歳。
- ウリセス: アルマンド・ミゲル・ゴメス - セルジオの隣人の青年。家族同然の付き合い。
- パウラ: カミラ・アーティッシュ - 女子学生。芸術家。
- ソニア: イダルミス・ガルシア - 学部長。セルジオの上司で友人。
- マリアナ: アイリン・デ・ラ・カリダー・ロドリゲス - セルジオの6歳の娘。
- ホール刑事: A・J・バックリー - FBI捜査官。ピーターを監視。
- イーゴリ: ローランド・レイムヤノフ - ソ連の地上基地の担当者。
- トマス: マヌエル・アルバデス
- ナターシャ: ダイナ・ポサダ - セルゲイの妻。
- 成長後のマリアナの声/ナレーション: アリシア・エチェバリア

## 作品の評価
Rotten Tomatoesによれば、7件の評論のうち86%にあたる6件が高く評価しており、平均して10点満点中5.5点を得ている。